# Faculdade de Excelência do Rio Grande do Norte
A Faculdade de Excelência do Rio Grande do Norte (FATERN), pertencente ao Grupo Estácio de Sá, é uma instituição de ensino superior brasileira privada com sede na cidade do Natal no estado do Rio Grande do Norte. 
Com apenas um ano de funcionamento a Fatern recebeu o "Prêmio Nacional de Excelência em Qualidade no Ensino 2008" dado pelo Ministério da Educação as 150 melhores instituições de ensino do país.